# Mahmud Alawi

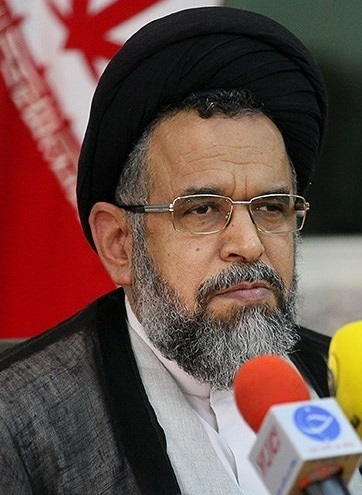
Mahmud Alawi

Sejjed Mahmud Alawi (anhörenⓘ persisch محمود علوی; Transkription (DMG): Maḥmūd ʿAlavī; * 1954 in Lamard, Provinz Fars) ist ein iranischer Geistlicher und Politiker.
Er wurde im August 2013 zum Minister für Nachrichtenwesen und Staatssicherheit (Wezārat-e Ettelāʿat Dschomhūrī-ye Eslāmī-ye Īrān, heute VAJA) der Regierung Rohani ernannt. Er ist Mitglied des Expertenrats.